# 马超群
马超群（1967年8月28日—）生于河北省秦皇岛市海港区，原秦皇岛市城市建设管理局副调研员、北戴河供水总公司总经理。2014年因巨额贪腐而被查处。

## 生平
1967年8月28日，马超群生在秦皇岛市海港区，是家中第一个孩子。后来家中又添一个弟弟、两个妹妹。1985年，马超群从技校毕业，进入秦皇岛市自来水总公司（1958年成立，国有大二型企业），工作是烧锅炉，后来转入行政岗位。1997年，马超群被任命为北戴河分公司经理，行政级别为正科级。2005年，自来水公司改制，引进北京首创股份有限公司，成立了秦皇岛首创水务有限公司，获得秦皇岛自来水特许经营权25年，北京首创股份有限公司和秦皇岛市公用事业局各占50%股份，马超群任秦皇岛首创水务有限公司副总经理，但主要仍负责北戴河分公司。
2010年11月，秦皇岛市人民政府批准成立北戴河供水总公司，与秦皇岛首创水务有限公司分家，各管一块。2011年，秦皇岛市城市管理局正式成立了北戴河供水总公司，马超群任总经理。该公司是国有独资企业，负责北戴河区、北戴河新区以及抚宁县、昌黎县部分村镇及将来纳入城市区规划的供水区域的企事业单位、居民供水与供水基础设施建设等工作。其中最重要的是为中直机关、国务院等七大重点用户供水，尤其是暑期供水。2012年，马超群被任命为秦皇岛市城市建设管理局副调研员，行政级别升为副处级。同时他继续担任北戴河供水总公司总经理。他还被评为2012年度河北省级暑期工作先进个人，秦皇岛市劳动模范。

### 落马
2014年1月，在北戴河新建酒店的北京某央企旗下的地产公司向河北省有关部门举报马超群向酒店索贿数百万元。据称，该地产公司在北戴河投入巨资建设了一系列地产项目，其中包括该酒店，该地产公司背后是一家央企。2014年2月12日，在举报半个月之后，马超群被依法逮捕。
马超群弟弟马重群与马超群同在北戴河供水总公司工作，马重群因涉嫌受贿罪与马超群同日被逮捕。2014年3月26日，秦皇岛市公安局经秦皇岛市人民检察院批准，对涉嫌非法持有枪支罪的马青茹（马超群的妹妹）执行逮捕。马超群的其他部分亲属也已被逮捕。中共河北省委领导表示，仅一个区的供水公司总经理，贪腐数额便已如此巨大，民怨沸腾，“不查不抓，天理不容”。
2014年11月12日，中共河北省纪委宣布马超群因涉嫌贪污、受贿、挪用公款重大经济犯罪已被逮捕，家中搜出1.2亿元人民币现金、37公斤黄金、68套房产手续，正在接受组织调查。媒体随后曝光，马超群涉及秦皇岛市的黑社會，抓捕他时动用了特警，他的妹妹马青茹则持有非法管制枪支，马超群家已经有7名亲属被抓捕。11月13日，马超群的母亲张桂英对媒体声称，巨额财产是她和去世的丈夫合法开矿所得，还称自己是被人陷害报复。但她未能提供任何证据，也无法解释为何在马超群被捕当夜叫来女儿马青茹与孙子（马超群之子）将财产转移。11月16日，检察官证实河北“亿元贪官”钱财和其父无关，认定为马超群受贿所得。
马超群落马之后，他背后的“大老虎”一直没有浮出水面，马超群曾指着自家墙上的合照说北京某位位高权重的高官是其干爹。

### 庭审
马超群落马后整整四年时间都没有任何消息。直到2018年12月，马超群的弟弟马重群被秦皇岛市山海关区人民法院以受贿罪、非法经营同类营业罪判处有期徒刑十三年，这起案件才终于回到大众视野。2019年5月27日至29日，马超群案在秦皇岛市中级人民法院依法公开开庭审理，这起“小官巨贪”的典型案件在沉寂将近五年后终于进入庭审阶段。公诉方秦皇岛市人民检察院指控：被告人马超群于1998年至2014年2月，利用其担任职务上的便利，为他人提供帮助，索取或非法收受他人给予的财物，折合人民币共计8273.0644万元；通过虚开发票、虚列支出、收入不入账等手段非法占有公共财物，共计人民币2407.0154万元；个人决定挪用本单位公款人民币500万元给他人使用，谋取个人利益；同时，被告人马超群对折合人民币7196.0097万元的财产不能说明来源（涉案总金额超过1.8376亿元）。
此外，马超群自1997年以来，先后非法持有枪支4支；于2012年3月将刘某打致轻伤（二级）；于2012年11月故意毁坏他人财物，价值人民币4.423万元。
马超群涉嫌受贿、贪污、巨额财产来源不明、挪用公款、非法持有枪支、故意伤害、故意毁坏财物等7项罪名、61起犯罪事实，应依法追究其刑事责任。马超群对全部指控予以否认。
由于案情复杂，马超群一案一审休庭五年仍无任何进展。2024年12月19日，秦皇岛市中级人民法院一审宣判，以受贿罪判处其死刑，缓期两年执行，剥夺政治权利终身，并处没收个人全部财产；以贪污罪判处有期徒刑14年；以挪用公款罪判处有期徒刑5年；以巨额财产来源不明罪判处有期徒刑7年；以非法持有枪支罪判处有期徒刑4年；以故意伤害罪判处有期徒刑1年6个月；以故意毁坏财物罪判处有期徒刑2年6个月。数罪并罚，决定执行死刑，缓期两年执行，剥夺政治权利终身，并处没收个人全部财产。马超群当庭表示将提起上诉。至此，这起耗时十年的贪腐大案终于告一段落。

## 艺术形象
马超群被称为反腐题材电视剧《人民的名义》中“小官巨贪”典型赵德汉的原型。

## 家庭
- 父亲：马秉忠（2012年10月去世）曾在多个工厂和单位的医务室任职，自海港区城市建设管理局的医务室退休。享年73岁。
- 母亲：张桂英
- 弟弟：马重群，曾任秦皇岛自来水总公司山海关开发区公司经理，2018年12月被秦皇岛市山海关区人民法院以受贿罪、非法经营同类营业罪判处有期徒刑十三年，并处罚金250万元。
- 妹妹：（姓名不详）
- 妹妹：马青茹
- 妻子：张丽焕
- 儿子：马唯贺
- 妻姐：张丽红[2][5]